# Sawwacjusz Sołowiecki
Sawwacjusz Sołowiecki (ros. Савватий Соловецкий) – święty mnich prawosławny, jeden z trzech – obok św. Germana i św. Zosimy – założycieli Monasteru Sołowieckiego.
Jego pochodzenie jest nieznane. Śluby monastyczne złożył w monasterze Cyrylo-Biełozierskim, jednak w poszukiwaniu jeszcze surowszych umartwień przeniósł się do monasteru Wałaam. Opuścił jednak również i to miejsce, pragnąc żyć w całkowitym odosobnieniu na jednej z wysp Sołowieckich. Zamieszkał tam razem z innym poszukującym samotności mnichem z monasteru wałaamskiego - Germanem. Wspólnie wznieśli pierwszy krzyż i budynek mieszkalny na wybranej wyspie. Sawwacjusz przebywał tam do swojej śmierci w 1435. Lata ascezy miały sprawić, że otrzymał dar czynienia cudów. Wcześniej, ok. 1429, obaj zakonnicy spotkali trzeciego mnicha – Zosimę, za sprawą którego dotychczasowa pustelnia zaczęła przeobrażać się w tradycyjny monaster.
Relikwie Zosimy i Sawwacjusza Sołowieckich były przechowywane w założonym przez nich monasterze. W 1925, po zaadaptowaniu Monasteru Sołowieckiego na łagier i w czasie akcji otwarcia relikwii Rosyjskiego Kościoła Prawosławnego zostały wystawione na widok publiczny.